# Hanna Stankówna

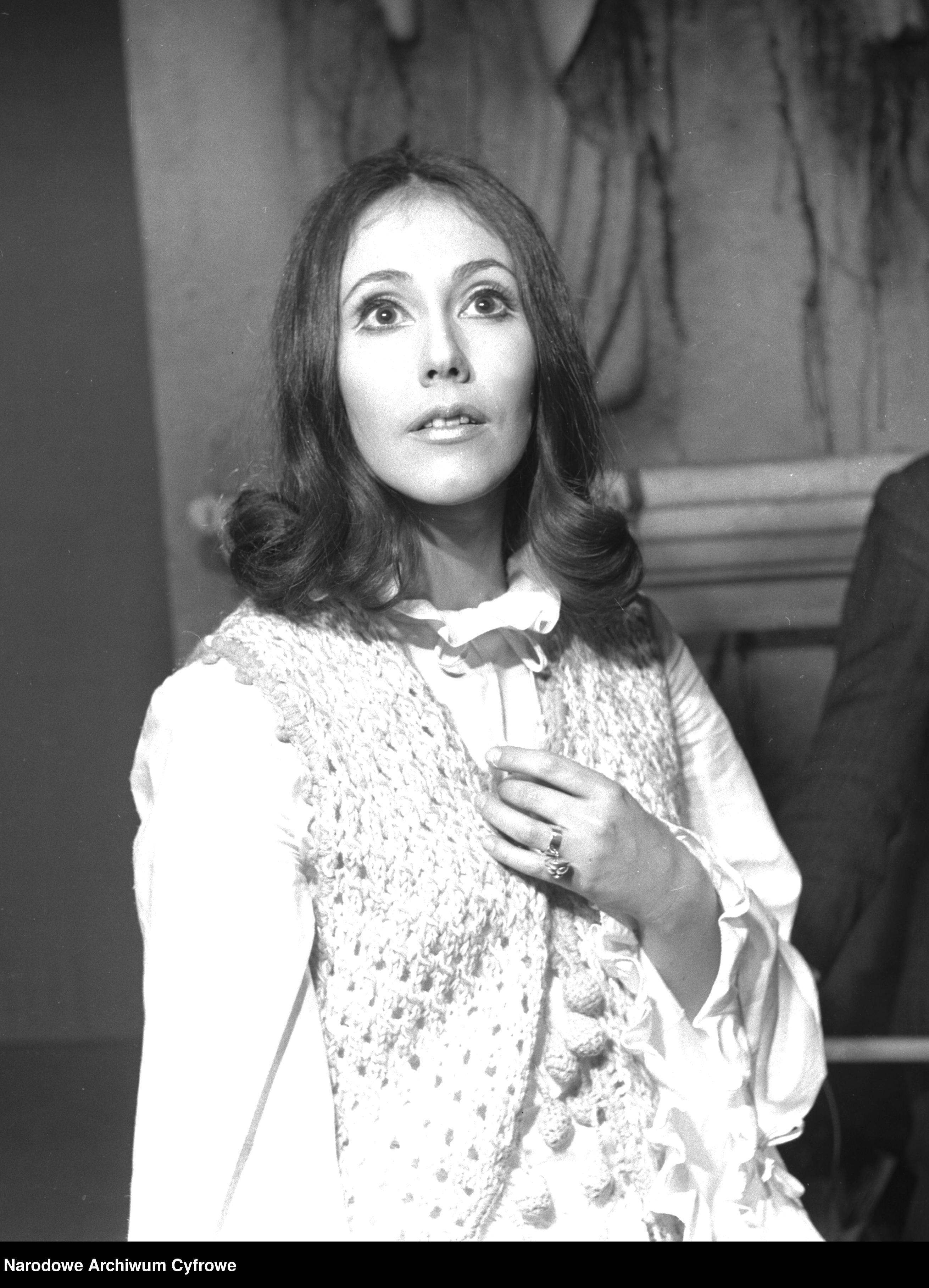
Hanna Stankówna im Jahr 1969

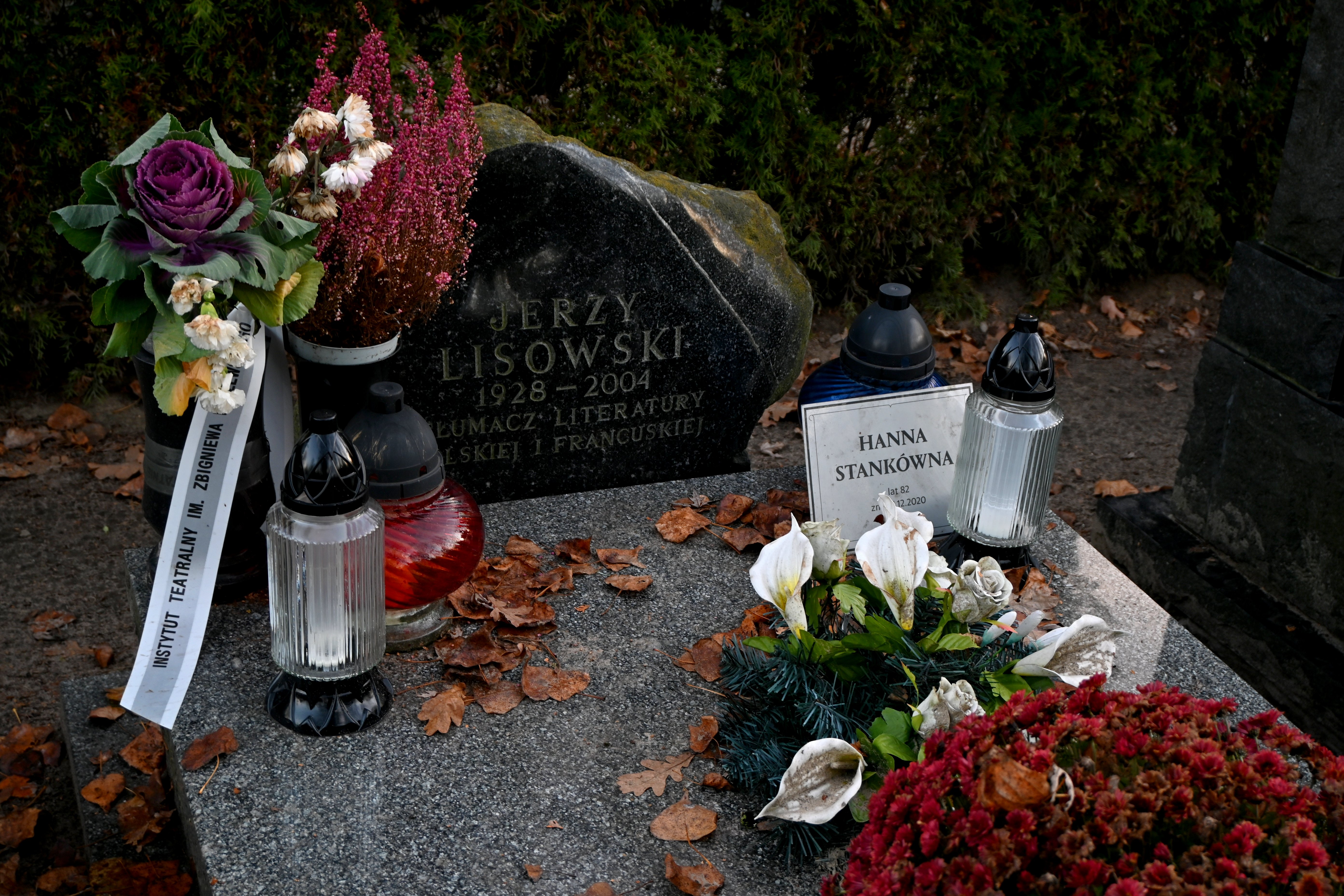
Das Grab von Hanna Stankówna auf dem Powązki-Friedhof in Warschau

Hanna Stankówna (eigentlich Hanna Janina Stanek; * 4. Mai 1938 in Posen; † 14. Dezember 2020 in Warschau) war eine polnische Schauspielerin.

## Leben
Hanna Stankówna wurde 1938 in Posen geboren, wo sie das V Liceum (5. Oberschule) Ogólnokształcące besuchte. Bereits mit 19 Jahren hatte sie ersten Leinwandauftritt mit einer kleinen Rolle in Jerzy Kawalerowiczs Drama „Das wahre Ende des großen Krieges“. Sie machte 1959 ihren Abschluss an der Staatlichen Theaterhochschule (PWST, heute Aleksander-Zelwerowicz-Theaterakademie) in Warschau. Am 9. April 1960 gab sie ihr Theaterdebüt. Sie spielte von 1959 bis 1999 am Polnischen Theater in Warschau. Von 1957 bis 2015 wirkte Hanna Stankówna auch in Film- und Fernsehproduktionen mit, ihr Schaffen umfasst über 70 Produktionen. Eine wichtige Rolle war die der Tekla in dem polnischen Science-Fiction-Film Sexmission.
Hanna Stankówna lernte ihren Ehemann Jerzy Lisowski (1928–2004) in den 1950er Jahren kennen und hatte mit ihm den Sohn Kacper Lisowski (* 1972), der später Kameramann wurde. Jerzy Lisowski starb 2004 an Krebs, Stankówna starb 2020 im Alter von 82 Jahren in Warschau. Sie wurde auf dem Powązki-Friedhof neben ihrem Mann begraben.

## Filmografie
- 1957: Das wahre Ende des großen Krieges (Prawdziwy koniec wielkiej wojny)
- 1964: Ubranie prawie nowe
- 1975: Dienstreise (Wyjazd Slubowy)
- 1977: Sprawa Gorgonowej
- 1981: Białe tango (Fernsehserie, 1 Folge)
- 1982: Abschied von Barbara (Epitafium dla Barbary Radziwiłłówny)
- 1984: Sexmission (Seksmisja)
- 1984: Ubranie prawie nowe
- 1995–1996: Panna z mokra glowa